# Università degli Studi Internazionali di Roma
Die Università degli Studi Internazionali di Roma (UNINT), ehemals (Libera Università degli Studi Per l’Innovazione e le Organizzazioni) ist eine private, italienische und staatlich anerkannte Spitzenuniversität in Rom, Italien.
Sie wurde 1996 gegründet und ist in drei Fakultäten aufgeteilt. Bis 2010 firmierte sie unter dem Namen Libera Università degli Studi „San Pio V“ (LUSPIO), den aktuellen Namen trägt sie seit März 2013.

## Organisation
Dies sind die drei Fakultäten, in die sich die Universität gliedert: 
- Fakultät für Wirtschaftswissenschaften
- Fakultät für Dolmetschen und Übersetzung
- Fakultät für Politikwissenschaften